# Diócesis de las Islas
La diócesis de las Islas (en latín: Dioecesis Insularum y en inglés: Diocese of the Isles) fue una circunscripción eclesiástica de la Iglesia católica en el Reino Unido. Se trataba de una diócesis latina, sufragánea de la arquidiócesis de San Andrés. Fue suprimida el 24 de agosto de 1560.

## Territorio y organización

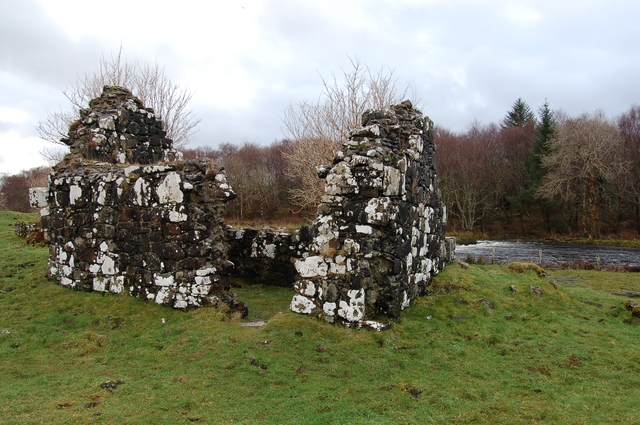
Catedral de San Columba, en Snizort

La diócesis extendía su jurisdicción sobre los fieles católicos de rito latino residentes en parte de la actual Escocia, comprendiendo las islas Hébridas Exteriores, la mayoría de las Hébridas Interiores (incluidas Iona, Skye, Raasay, Canna, Eigg, Coll, Tiree, Mull, Colonsay, Islay, Jura, Gigha, pero no Lismore, Kerrera, Seil y Luing, todas bajo el obispo de Argyll), la isla de Bute y la isla de Arran. Es posible que la diócesis haya contenido originalmente a Galloway, una sugerencia que se cree que explica los posibles ataques del obispo Wimund a Gilla Aldan, primer obispo de la diócesis de Whithorn o Galloway.
La sede de la diócesis se encontraba inicialmente en Snizort, en la isla Skye, en donde se hallan las ruinas de la pequeña Catedral de San Columba. En 1499 la iglesia de Santa María de la abadía de Iona se convirtió en la catedral, que fue dañada por los protestantes 1561 y abandonada. En el siglo XIX pasó a la Iglesia de Escocia y fue restaurada en 1938 por la Comunidad de Iona, una comunidad cristiana ecuménica.
La investigación histórica ha identificado las 47 parroquias dentro del territorio diocesano: Barra, Barvas (Lewis), Benbecula, Bracadale (Skye), Canna, Coll, Colonsay, Duirinish (Skye), Stornoway (Lewis), Gigha, Harris, Howmore (South Uist), Inchkenneth (Mull), Iona, Jura o Killearndale, Kilarrow (Islay), Kilbride (Arran), Kilchoman (Islay), Kilcolmkill (Mull), Kildalton (Islay), Kildonan (Eigg), Kilfinichen (Mull), Kilmaluoc (Raasay), Kilmeny (Islay), Kilmore (Mull), Kilmory (Arran), Kilmuir o Kilmorie (North Uist), Kilmuir (Skye), Kilninian (Mull), Kilpeter (South Uist), Kilvickeon (Mull), Kingarth (Bute), Kirkapoll (Tiree), Lochs (Lewis), Minginish (Skye), Ness (Lewis), Rodel (Harris), Rothesay (Bute), Sand (North Uist), Sleat (Skye), Snizort (Skye), Soroby (Tiree), Strath (Skye), Torosay o Killean (Mull), Trumpan (Skye), Uig (Lewis) y Uig (Skye).

## Historia

### Antecedentes
La diócesis de Sodor (del nórdico antiguo Suðreyjar, que significa 'islas del sur') se erigió en 1134, abarcando las Hébridas y las demás islas de la costa oeste de Escocia y absorbió a la antigua diócesis de Man y también a otras pequeñas diócesis entre las que estaban las de la abadía de Kingarth, abadía de Iona, Skye y es probable que existieran muchos más, aunque no se conoce si existían todavía en 1134.
La Isla de Man se separó de las islas escocesas y quedó bajo la soberanía de los reyes de Inglaterra en 1334 y definitivamente en 1346.

### Diócesis de las Islas
La diócesis de Sodor se dividió en dos en 1387 en el marco del Cisma de Occidente, el obispo John Dongan fue despojado del obispado por el antipapa Clemente VII de Aviñón, con el apoyo de Escocia, pero continuó en Man, bajo control inglés. La sede rebelde se trasladó más al norte, primero a Snizort y en 1499 a Iona, conformando la diócesis de las Islas de obediencia aviñonesa como toda Escocia. Mientras que la Isla de Man en poder inglés estaba en la zona de obediencia romana y continuó como diócesis de Sodor sufragánea de la arquidiócesis de Canterbury. Después de que se resolvió el cisma en el siglo XV, la división de la diócesis nunca se remedió y ambas diócesis continuaron llamándose en latín Sodoren(sis), aunque con el tiempo Sodor quedó para Man y el nombre de las Islas para la parte escocesa.
En 1472, los territorios noruegos de Orcadas y Shetland pasaron a ser escoceses, como parte del acuerdo matrimonial del rey Jacobo III de Escocia, tras lo cual la diócesis de San Andrés fue elevada a arquidiócesis, y la diócesis de las Islas quedaron bajo su jurisdicción metropolitana.
En agosto de 1560 el "Parlamento de la Reforma" abolió la jurisdicción papal en Escocia, los vínculos del obispado con Roma dejaron de existir después de la Reforma escocesa, pero continuaron, salvo una abolición temporal entre 1638 y 1661, bajo la facción episcopal dentro de la Iglesia de Escocia hasta la Revolución calvinista de 1688. El episcopado y el anglicanismo en la Iglesia de Escocia, establecida y controlada por los presbiterianos, fueron finalmente abolidos en 1689, pero continuaron en la rebelde Iglesia episcopal escocesa hasta 1702 con la muerte del obispo Archibald Graham. El territorio de la diócesis quedó entonces bajo el cuidado del obispo de Ross o Caithness o Moray de diversas maneras. En 1847 se estableció una nueva diócesis episcopal escocesa unida, la diócesis de Argyll y las Islas, con el obispo Alexander Ewing como el primer obispo residente en Lochgilphead. En la restauración de la jerarquía católica escocesa en 1878, se restableció de manera similar una católica diócesis de Argyll y de las Islas, que continúa existiendo. 

## Episcopologio

### Residencia en Snizort
- - Michael, O.F.M. † (15 de julio de 1387-1409) (antiobispo nombrado por el antipapa Clemente VII)
  - Richard Payl (Messing), O.Carm. † (30 de mayo de 1410-1421 depuesto) (antiobispo nombrado por el antipapa Juan XXIII)
- Michael Ochiltree (Anchire) † (20 de abril de 1422-? falleció)
- Angus de Insulis † (19 de junio de 1426-?)
- John Burwaiss, O.S.B.Clun. † (22 de abril de 1433-? falleció)
- John Seyre † (10 de octubre de 1435-? falleció)
- John Grene (Sproton) † (1 de octubre de 1441-? falleció)
- Angus † (1472-después de 1476)
- John Campbell † (19 de enero de 1487-después de 1498)

### Residencia en Iona
- George Hepburn † (10 de febrero de 1511-9 de febrero de 1513 falleció)
  - Fearchard, O.S.A. † (17 de febrero de 1530-? falleció) (obispo electo)
- Roderick Maclean † (5 de marzo de 1550-?)
- Alexander Gordon (1554-1559 apostató)[nota 1][nota 2]